# 윌리엄 홀시 주니어

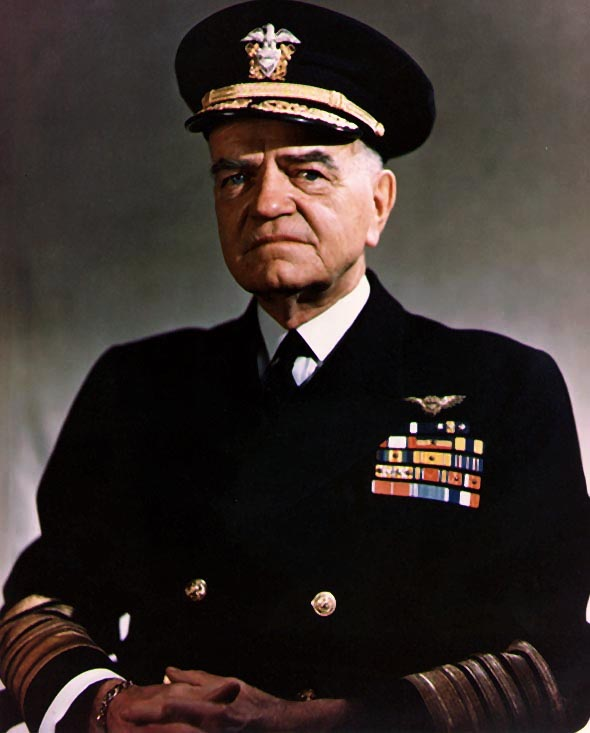
윌리엄 홀시

윌리엄 프레더릭 홀시, 주니어(William Frederick "Bull" Halsey, Jr. 1882년 10월 30일~ 1959년 8월 16일)는 미국의 해군 제독으로서 태평양 전쟁 당시 미해군 제3함대 사령관이었다.
뉴저지주 엘리자베스에서 태어난 홀시는 1904년에 미국 해군사관학교를 졸업했다. 그는 그레이트 화이트 함대에서 복무했으며, 제1차 세계 대전 동안 구축함 USS 쇼를 지휘했다. 그는 해군 항공학 과정을 마친 후 1935년에 항공모함 USS 사라토가를 지휘했으며, 1938년에 후방 제독으로 승진했다. 태평양 전쟁이 시작될 때(1941-1945), 홀시는 일본이 점령한 목표물에 대한 일련의 공습에서 항공모함 USS 엔터프라이즈를 중심으로 한 태스크 포스를 지휘했다.
홀시는 남태평양 지역의 사령관이 되었고, 과달카날 전투(1942–1943)와 솔로몬 해전(1942–1945) 동안 연합군을 이끌었다. 1943년에는 전쟁의 나머지 기간 동안 그 직책을 맡았던 제3함대 사령관이 되었다. 그는 제2차 세계 대전 중 가장 큰 해전이자, 어떤 기준으로는 역사상 가장 큰 해전인 레이테 만 전투에 참여했다. 1945년 12월 함대 제독으로 진급하여 1947년 3월 현역에서 은퇴했다.
저명한 명언으로 "Kill Japs, Kill Japs, Kill more Japs(일본군들을 죽이고, 죽이고, 더 죽인다)"가 있다.